# Președintele Republicii Populare Chineze
Președintele Republicii Populare Chineze este șeful de stat al Republicii Populare Chineze. Începând cu anul 1993, drept convenție, președinția a fost deținută simultan de către Secretarul General al Partidului Comunist Chinez, liderul în sistemul monopartid. Președinția este oficial considerată ca fiind mai degrabă o instituție de stat decât un post administrativ. Teoretic, președintele deține funcția prin voia Congresului Național al Poporului (CNP), legiuitorul, și nu este legal investit să ia măsuri executive din proprii prerogative. Președintele actual, Xi Jinping, a preluat funcția în luna martie 2013.
Atunci când actuala constituție a fost adoptată în 1982, președinția a fost concepută în mare parte drept funcție ceremonială, puterea reală fiind concentrată în Liderul Absolut, care controla Partidul și armata. Cu toate acestea, Președinții Li Xiannian (1983-1988) și Yang Shangkun (1988-1993) nu au fost simple figuri, ci jucători importanți la acest nivel înalt de conducere, fiind parte din cei Opt Bătrâni.
Începând cu anul 1993, în afară de o scurtă perioadă de tranziție, liderul chinez deține în același timp funcțiile de președinte, lider al partidului (ca Secretar General) și comandant-șef al armatei (ca președinte al Comisiei Militare Centrale). Această persoană efectuează diferite sarcini sub aceste titluri distincte. De exemplu, liderul se întâlnește cu demnitari străini și primește ambasadori în calitatea sa de președinte, emite directive militare în calitate de Președinte al Comisiei Militare Centrale și menține puterea partidului ca secretar general al Partidului Comunist Chinez (PCC).
Președinția a fost înființată pentru prima dată în Constituția Republicii Populare Chineze în 1954 și a avut deținută succesiv de către Mao Zedong și Liu Shaoqi. Liu a decăzut din grație în timpul Revoluției Culturale, iar funcția a devenit vacantă. Președinția a fost desființată, conform Constituției din 1975, iar apoi reintrodusă în Constituția din 1982, dar cu puteri reduse.
În epoca lui Mao, președinția nu avea nici o limită de termen. Între 1982 și 2018, constituția a prevăzut că o persoană nu putea deține mai mult de două mandate consecutive ca președinte. În 2018, această limită a fost eliminată, dar puterile și rolul ceremonial ale președintelui au rămas neschimbate.

## Condiții și alegere
În conformitate cu actuala Constituție a Chinei, președintele trebuie să fie un cetățean chinez, cu drepturi electorale depline, care a împlinit vârsta de 45 de ani.
Președintele este ales de către Congresul Național al Poporului (CNP), cel mai mare organism de stat chinez, care, de asemenea, are puterea de a demite din funcție președintele și alți ofițeri de stat. Alegerile și demiterile sunt decise cu majoritate de voturi.
În conformitate cu Legea Organică a CNP, președintele este desemnat de către Prezidiul NPC, organul executiv al Congresului. În practică, Partidul Comunist Chinez păstrează postul de președinte pentru secretarul general. Ca toți ofițerii de stat ales de către NPC, președintele este ales de un singur nume de vot.
În cazul în care funcția de președinte devine vacantă, vice-președintele îi succede în funcție. În cazul în care ambele funcții devin vacante, președintele Comitetului Permanent CNP acționează ca președinte interimar până când CNP poate alege un nou președinte și un nou vice-președinte.
Între 1982 și martie 2018, președintele și vice-președintele aveau o limită de două mandate consecutive. Aceste limite au fost eliminate în timpul Congresului Național al Poporului din 2018.

## Titlu
În 2019, un raport al Comisiei de Revizuire a Relațiilor Economice și de Securitate Statele Unite-China, o comisie bipartizană din cadrul Congresului Statelor Unite ale Americii, a recomandat ca liderul chinez Xi Jinping să fie numit „Secretar General” în loc de „Președinte”, argumentând că titlul de „președinte” implică, în mod incorect, faptul că liderul chinez este ales în mod democratic.
În luna august 2020, parlamentarii americani au introdus un proiect de lege pentru a schimba modul în care guvernul federal se referă la secretarul general al PCC, care interzice utilizarea termenului de „președinte”.

## Lista șefilor de stat

Liu Shaoqi Președinte (27 aprilie 1959 – 31 octombrie 1968)
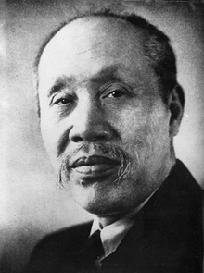
Dong Biwu Președinte interimar (24 februarie 1972 – 17 ianuarie 1975)
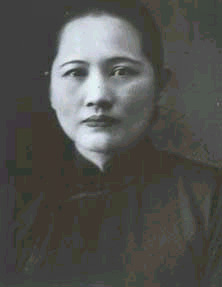
Song Qingling Președinte onorific (16–28 mai 1981)
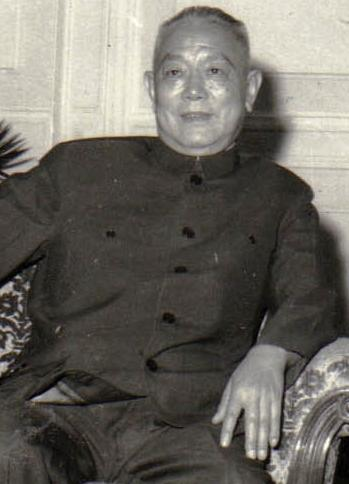
Li Xiannian Președinte (18 iunie 1983 – 8 aprilie 1988)
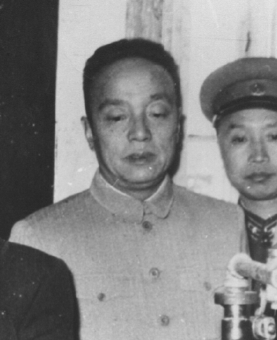
Yang Shangkun Președinte (8 aprilie 1988 – 27 martie 1993)
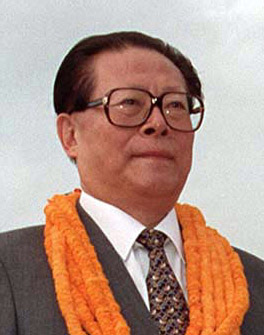
Jiang Zemin Președinte (27 martie 1993 – 15 martie 2003)
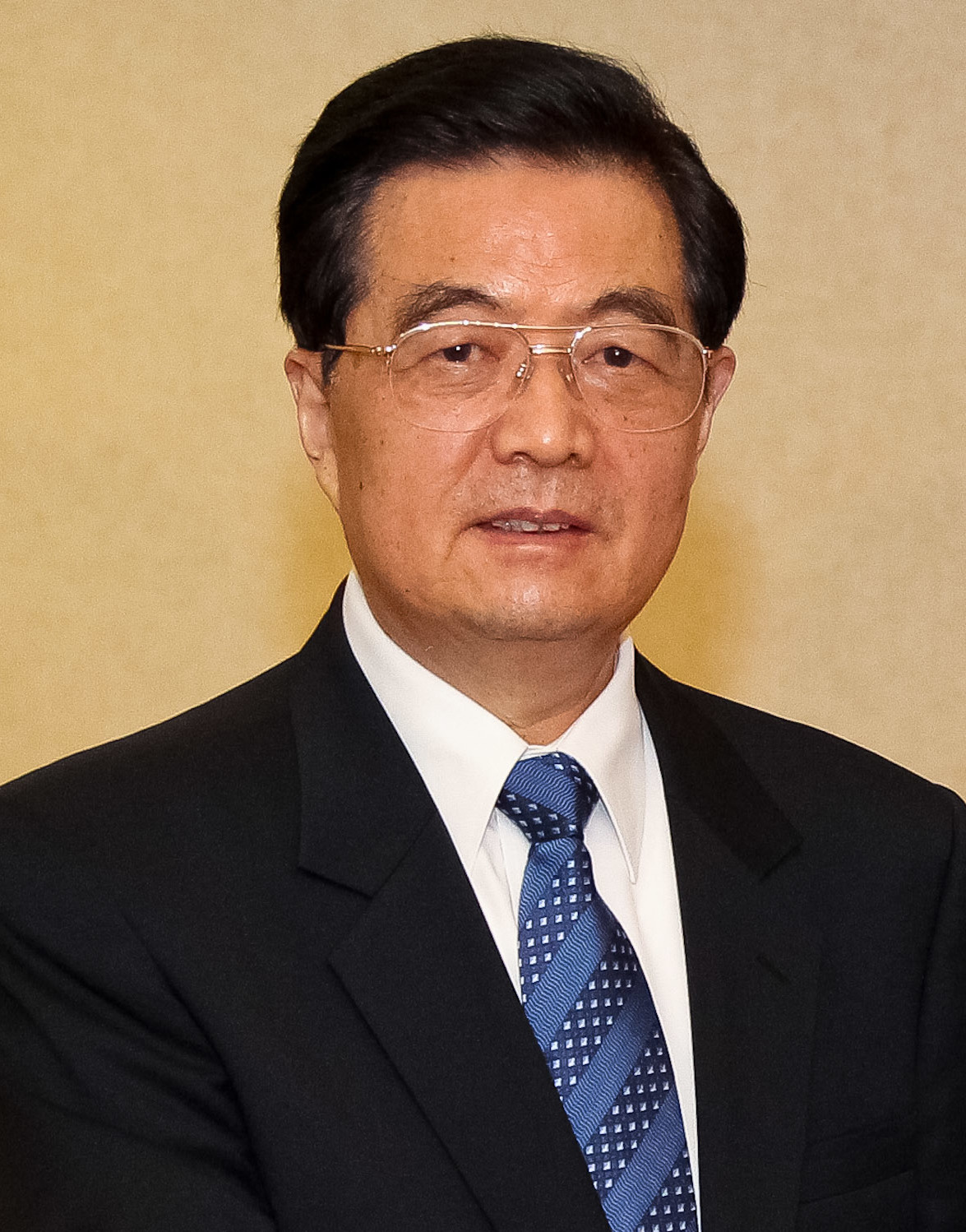
Hu Jintao Președinte (15 martie 2003 – 14 martie 2013)
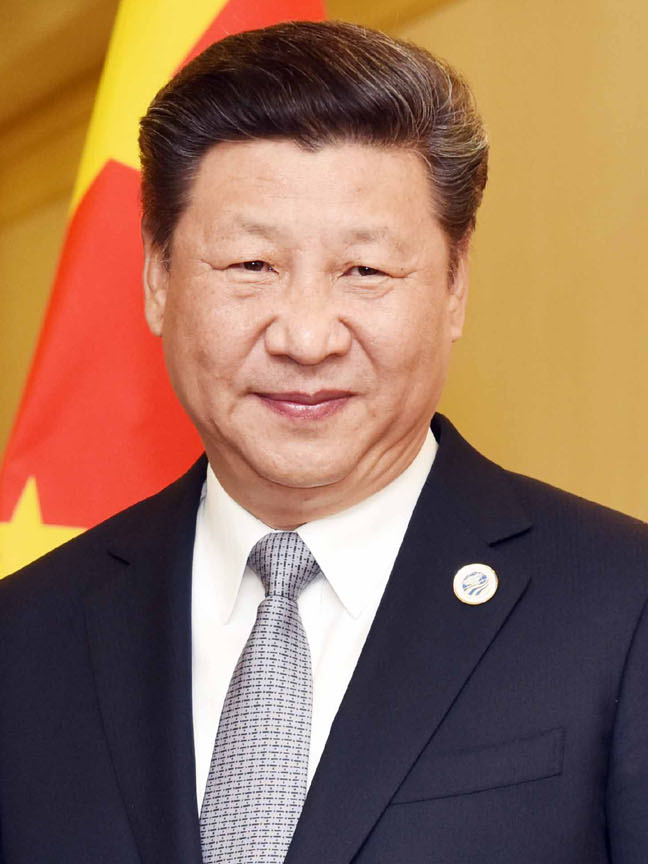
Xi Jinping Președinte (14 martie 2013–prezent)

- Liu Shaoqi

Președinte

(27 aprilie 1959 – 31 octombrie 1968)
- Dong Biwu

Președinte interimar

(24 februarie 1972 – 17 ianuarie 1975)
- Song Qingling

Președinte onorific

(16–28 mai 1981)
- Li Xiannian

Președinte

(18 iunie 1983 – 8 aprilie 1988)
- Yang Shangkun

Președinte

(8 aprilie 1988 – 27 martie 1993)
- Jiang Zemin

Președinte

(27 martie 1993 – 15 martie 2003)
- Hu Jintao

Președinte

(15 martie 2003 – 14 martie 2013)
- Xi Jinping

Președinte

(14 martie 2013–prezent)